# ATP-toernooi van Seoel
Het ATP-toernooi van Seoel (ook bekend onder de naam Seoul Open en KAL Cup Korea Open) is een tennistoernooi van de ATP-Tour dat van 1987 tot en met 1996 plaatsvond op outdoor hardcourtbanen van het Seoul Olympic Park Tennis Center in de Zuid-Koreaanse hoofdstad Seoel. In 2022 werd er opnieuw een toernooi gehouden in de categorie ATP Tour 250.

## Finales

### Enkelspel
| Jaar      | Naam               | Cat.          | Ondergrond    | Winnaar            | Runner–up         | Score            | Details       |
| --------- | ------------------ | ------------- | ------------- | ------------------ | ----------------- | ---------------- | ------------- |
| 2022      | Korea Open         | ATP Tour 250  | Hardcourt     | Yoshihito Nishioka | Denis Shapovalov  | 6-4, 7-6(5)      | details       |
| 1997-2021 | geen toernooi      | geen toernooi | geen toernooi | geen toernooi      | geen toernooi     | geen toernooi    | geen toernooi |
| 1996      | Seoul Open         | World Series  | Hardcourt     | Byron Black        | Martin Damm       | 7-6(3), 6-3      | details       |
| 1995      | Seoul Open         | World Series  | Hardcourt     | Greg Rusedski      | Lars Rehmann      | 6-4, 3-1, opgave | details       |
| 1994      | KAL Cup Korea Open | World Series  | Hardcourt     | Jeremy Bates       | Joern Renzenbrink | 6-4, 6-7(6), 6-3 | details       |
| 1993      | KAL Cup Korea Open | World Series  | Hardcourt     | Chuck Adams        | Todd Woodbridge   | 6-4, 6-4         | details       |
| 1992      | KAL Cup Korea Open | World Series  | Hardcourt     | Shuzo Matsuoka     | Todd Woodbridge   | 6-3, 4-6, 7-5    | details       |
| 1991      | KAL Cup Korea Open | World Series  | Hardcourt     | Patrick Baur       | Jeff Tarango      | 6-4, 1-6, 7-6(5) | details       |
| 1990      | KAL Cup Korea Open | World Series  | Hardcourt     | Alex Antonitsch    | Pat Cash          | 7-6(2), 6-3      | details       |
| 1989      | Seoul Open         | Grand Prix    | Hardcourt     | Robert Van't Hof   | Brad Drewett      | 7-5, 6-4         | details       |
| 1988      | Seoul Open         | Grand Prix    | Hardcourt     | Dan Goldie         | Andrew Castle     | 6-3, 6-7(5), 6-0 | details       |
| 1987      | Seoul Open         | Grand Prix    | Hardcourt     | Jim Grabb          | Andre Agassi      | 1-6, 6-4, 6-2    | details       |

### Dubbelspel
| Jaar      | Naam               | Cat.          | Ondergrond    | Winnaar                         | Runner–up                              | Score         | Details       |
| --------- | ------------------ | ------------- | ------------- | ------------------------------- | -------------------------------------- | ------------- | ------------- |
| 2022      | Korea Open         | ATP Tour 250  | Hardcourt     | Raven Klaasen Nathaniel Lammons | Nicolás Barrientos Miguel Reyes-Varela | 6-1, 7-5      | details       |
| 1997-2021 | geen toernooi      | geen toernooi | geen toernooi | geen toernooi                   | geen toernooi                          | geen toernooi | geen toernooi |
| 1995      | Seoul Open         | World Series  | Hardcourt     | Sébastien Lareau Jeff Tarango   | Joshua Eagle Andrew Florent            | 6-3, 6-2      | details       |
| 1994      | KAL Cup Korea Open | World Series  | Hardcourt     | Stephane Simian Kenny Thorne    | Kent Kinnear Sébastien Lareau          | 6-4, 3-6, 7-5 | details       |
| 1993      | KAL Cup Korea Open | World Series  | Hardcourt     | Jan Apell Peter Nyborg          | Neil Broad Gary Muller                 | 5-7, 7-6, 6-2 | details       |
| 1992      | KAL Cup Korea Open | World Series  | Hardcourt     | Kevin Curren Gary Muller        | Kelly Evernden Brad Pearce             | 7-6, 6-4      | details       |
| 1991      | KAL Cup Korea Open | World Series  | Hardcourt     | Alex Antonitsch Gilad Bloom     | Kent Kinnear Sven Salumaa              | 7-6, 6-1      | details       |
| 1990      | KAL Cup Korea Open | World Series  | Hardcourt     | Grant Connell Glenn Michibata   | Jason Stoltenberg Mark Woodforde       | 7-6, 6-4      | details       |
| 1989      | Seoul Open         | Grand Prix    | Hardcourt     | Scott Davis Paul Wekesa         | John Letts Bruce Man-Son-Hing          | 6-2, 6-4      | details       |
| 1988      | Seoul Open         | Grand Prix    | Hardcourt     | Andrew Castle Roberto Saad      | Gary Donnelly Jim Grabb                | 6-7, 6-4, 7-6 | details       |
| 1987      | Seoul Open         | Grand Prix    | Hardcourt     | Eric Korita Mike Leach          | Ken Flach Jim Grabb                    | 6-7, 6-1, 7-5 | details       |
| 1996      | Seoul Open         | World Series  | Hardcourt     | Rick Leach Jonathan Stark       | Kent Kinnear Kevin Ullyett             | 6-4, 6-4      | details       |

1987 · 1988 · 1989 · 1990 · 1991 · 1992 · 1993 · 1994 · 1995 · 1996 · 1997–2021 · 2022
ITF-toernooien (mannen en vrouwen)

ATP-toernooien (mannen) – ATP-seizoen 2025

WTA-toernooien (vrouwen) – WTA-seizoen 2025

Voormalige toernooien mannen
Voormalige toernooien vrouwen
Voormalige amateurtoernooien